# Cantonul Mennecy
Cantonul Mennecy este un canton din arondismentul Évry, departamentul Essonne, regiunea Île-de-France, Franța.

## Comune
| Comune                  | Populație (1999) | Cod poștal | Cod INSEE   |
| ----------------------- | ---------------- | ---------- | ----------- |
| Auvernaux               | 338 hab.         | 91830      | 91 2 16 037 |
| Ballancourt-sur-Essonne | 7.399 hab.       | 91610      | 91 2 16 045 |
| Champcueil              | 2.790 hab.       | 91750      | 91 2 16 135 |
| Chevannes               | 1.641 hab.       | 91750      | 91 2 16 159 |
| Écharcon                | 793 hab.         | 91540      | 91 2 16 204 |
| Fontenay-le-Vicomte     | 1.273 hab.       | 91540      | 91 2 16 244 |
| Le Coudray-Montceaux    | 4.708 hab.       | 91830      | 91 2 16 179 |
| Mennecy                 | 13.395 hab.      | 91540      | 91 2 16 386 |
| Nainville-les-Roches    | 454 hab.         | 91750      | 91 2 16 441 |
| Ormoy                   | 1.858 hab.       | 91540      | 91 2 16 468 |
| Vert-le-Grand           | 2.410 hab.       | 91810      | 91 2 16 648 |
| Vert-le-Petit           | 2.636 hab.       | 91710      | 91 2 16 649 |